# Windmühle Midlum
Die Windmühle Midlum an der Dorfstraße in der niedersächsischen Gemeinde Wurster Nordseeküste, Ortsteil Midlum, im Landkreis Cuxhaven, stammt aus der Mitte des 19. Jahrhunderts.
Aktuell (2024) wird sie seit 2010 museal und kulturell genutzt.
Das Gebäude steht unter Denkmalschutz (siehe auch Liste der Baudenkmale in Wurster Nordseeküste).

## Geschichte und Beschreibung
1750 stand hier eine erste Windmühle. 1828 wurde dem Müller Heinrich Meinecke die Anlegung eines Lohganges gestattet, 1831 der Witwe Sielken ein Graupengang.
Diese Galerieholländer-Windmühle von 1857 (Inschrift) wurde von der Familie Meineck errichtet und besteht aus:
- dem dreigeschossigen achteckigen Backstein-Sockel mit Steinboden, rundbogigen Fenstern und Türen und hölzerner Galerie,
- dem reetgedeckten dreigeschossigen achteckigen Mühlenkörper mit zwei Schrotgängen und einem Walzenstuhl,
- der drehbaren Kappe mit Segelgatterflügeln und Steert zur Windausrichtung.[1]

Seit 1910 betrieb die Familie Sielken die Mühle bis 1955 mit Windkraft und bis 1992 als Schrotmühle mit elektrischem Antrieb. Sie war auch Lager für Getreide und Futtermittel. 1998 verkaufte die Familie die inzwischen unrentable Mühle an die Gemeinde Midlum, die sie mit Fördergeldern bis 2010 sanierte. Sie ist vollständig funktionsfähig und wird vom Verein zur Erhaltung der Midlumer Mühle von 1998 betrieben. Im Sommer finden Mühlentage, im Winter kulturelle Veranstaltungen statt, und auch Trauungen sind möglich.
Das Landesdenkmalamt befand u. a.: „… Erhaltung wegen der städtebaulichen Bedeutung, daneben aber auch aus orts-, bau- und technikgeschichtlichen Gründen und als typischer Vertreter für Galerieholländer …“
Die Mühle ist die Station Nr. 21 auf der Niedersächsischen Mühlenstraße der Region zwischen Nordsee, Elbe und Weser.